# Mad Max (игра, 1990)
Mad Max (с англ. — «Безумный Макс») — видеоигра 1990 года для игровой приставки NES, созданная по мотивам одноимённой серии фильмов. Действие происходит в пустынном мире вскоре после глобальной войны.

## Геймплей
Игра представляет собой экшн с видом сверху. Большую часть времени игрок управляет автомобилем, иногда — непосредственно главным героем.
В игре шесть уровней, каждый из которых можно отнести к одному из двух типов.
Первый, третий и пятый уровни относятся к типу Road War, задачи которого — купить специальный пропуск и найти выход. Осложняет дело наличие врагов, препятствий, ловушек и быстрый расход топлива; помогает — наличие оружия, складов с ресурсами и магазинов.
Второй, четвёртый и шестой уровни относятся к типу Arena, задачи которого — столкнуть в пропасть определённое число вражеских автомобилей и найти открывшийся после этого выход.
По прохождении шестого уровня, игроку предстоит сражение с финальным боссом.
В игре предусмотрена система паролей, позволяющая пропускать уже пройденные однажды уровни.